# Lisa Wilcox (jinete)
Lisa Margrit Wilcox (Thousand Oaks, 8 de septiembre de 1966) es una jinete estadounidense que compitió en la modalidad de doma.
Participó en los Juegos Olímpicos de Atenas 2004, obteniendo una medalla de bronce en la prueba por equipos (junto con Guenter Seidel, Deborah McDonald y Robert Dover). Ganó una medalla de plata en el Campeonato Mundial de Doma de 2002, en la misma prueba.

## Palmarés internacional
| Juegos Olímpicos   | Juegos Olímpicos              | Juegos Olímpicos  | Juegos Olímpicos |
| Año                | Lugar                         | Medalla           | Categoría        |
| ------------------ | ----------------------------- | ----------------- | ---------------- |
| 2004               | Atenas (Grecia)               | Medalla de bronce | Por equipos      |
| Campeonato Mundial |                               |                   |                  |
| Año                | Lugar                         | Medalla           | Categoría        |
| 2002               | Jerez de la Frontera (España) | Medalla de plata  | Por equipos      |